# Бабингтонова завера
Бабингтонска завера је завера која је добила назив по Ентонију Бабингтону, који је био главни актер, а завера је била усмерена против краљице Елизабете I Тјудор. У завери је и учествовала и Мери Стјуарт, која је након откривања завере проглашена кривом и осуђена је на смрт.

## Завера
Аферу је започео језуит Џон Балард који је наговорио Ентонија Бабингтона, Томаса Моргана и Чарлса Пагета, двоструког агента који је истовремено радио и за Френсиса Волсингама, државног секретара Елизабете I, да убију енглеску краљицу Елизабету I и на њен трон поставе њену рођаку католикињу, збачену шкотску краљицу.
Гилберт Гифорд у то време се школовао за католичког свештеника, где је упознао Џона Севиџа, католичког студента који је учествовао у завери да се убије Елизабета I. Године 1585. Волсингам даје налог за хапшење Гифорда, који је у то време већ учествовао у завери, али му нуди помиловање ако пристане да ради као двоструки агент. Гифорд прихвата улогу, те ради као курир између Мери и осталих учесника завере. У тим писмима Мери је писала Бабингтону како има подршку из Париза, а он њој да није одан краљици јер ју је 1570. екскомуницирао папа Пије V.
Волсингам, краљичин секретар, сада је знао за заверу, али не и за све учеснике. Бабингтон је обећао Мери да ће убити Елизабету, те да му је Филип II Шпански обећао да ће учествовати у постављању Мери на енглески престо уколико они успеју да убију Елизабету. У својим писмима написали су и да намеравају да убију самога Волсингама, несвесни тога да се сва писма између њих двоје прво добија сам Волсингам.

## Суђење
Сви учесници завјере су ухапшени. Прва група ухапшених били су Бабингтон, Балард, Чидиок Тичборн, Томас Солсбери, Роберт Барнвел, Џон Севиџ и Хенри Дон. Друга седморица били су Едвард Хабингтон, Чарлс Тилни, Едвард Џонс, Џон Чарнок, Џон Траверс, Џером Белами, и Роберт Гејџ. Парламент је већ био издао закон према којем је, у случају да се открије нека завера, на смртну казну аутоматски осуђен свако ко би имао користи од Елизабетине смрти. Сви учесници су стога обешени, а онда је на ред дошла и сама Мери, иако је тврдила да није крива, њена писма била су кључни доказ. Елизабета је била неодлучна по питању пресуде Мери, коју није никада срела. На крају је, свесна сталне опасности од стране католика који желе да је збаце с трона, Елизабета је испред две стотине сведока потписала смртну пресуду кћерки свога првог рођака. Погубљење Мери је извршено 8. фебруара 1587. године.